# Lionel Stander
Lionel Jay Stander (* 11. Januar 1908 in der Bronx, New York City; † 30. November 1994 in Los Angeles, Kalifornien) war ein US-amerikanischer Schauspieler. Seine wohl bekannteste Rolle spielte er als Butler, Koch und Chauffeur „Max“ in der Krimiserie Hart aber herzlich. Während der McCarthy-Ära in den 1950er Jahren wurde auch er Opfer der amerikanischen Behörden bei deren Kampagnen gegen vermeintliche kommunistische Helfershelfer.

## Leben
Stander wurde in eine russisch-jüdische Familie geboren. Er begann nach der Schule zunächst ein Studium an der Universität von North Carolina. Mit 19 Jahren stand er auf einer Theaterbühne und beschloss, Schauspieler zu werden. Neben einer erfolgreichen Theaterkarriere wurde er, dank seiner tiefen Stimme, auch im Radio ein Star. 1932 kam er zum Film und drehte in New York Kurzfilme. 1935 zog Stander nach Hollywood. Eine seiner ersten bedeutenden Rollen hatte er dort als zynischer, aber gutherziger Manager Cornelius Cobb in Frank Capras Filmklassiker Mr. Deeds geht in die Stadt (1936) neben Gary Cooper und Jean Arthur.
Dort spielte Stander, der einen kräftigen und bulligen Körper und ein markantes, von einem fast eckigen Kiefer beherrschtes Gesicht besaß, bald schon vorwiegend den liebenswerten Strolch oder den harten Komplizen. Auch wenn er nie die großen Rollen bekam, wurde er doch rasch bekannt und brachte es in den 1930er und 1940er Jahren auf rund 50 Filme. Durch das Komitee für unamerikanische Aktivitäten wurde er aufgrund seiner politischen Aktivitäten die 1950er Jahre hindurch quasi mit einem Berufsverbot belegt und verdingte sich in dieser Zeit als Börsenmakler und – gegen Ende dieser Zeit – erneut als umherziehender Bühnenschauspieler ohne festes Engagement.
Ab Anfang der 1960er-Jahre bekam er langsam wieder Filmrollen, allerdings weniger in den USA, sondern in Europa. Er drehte zwischen Mitte der 1960er und Ende der 1970er Jahre ein enormes Pensum an Filmen, insbesondere Italo-Western und Erotikfilme. Unter anderem hatte er einen großen Auftritt als grobschlächtiger, aber nicht ganz unsympathischer Verbrecher in Roman Polańskis humorigem Psychothriller Wenn Katelbach kommt… (1966) und übernahm eine Nebenrolle als Barkeeper in dem Filmklassiker Spiel mir das Lied vom Tod (1968). Im Alter wurde er durch eine Fernsehrolle wieder in seinem Heimatland populär: Zwischen 1979 und 1984 spielte er an der Seite von Stefanie Powers und Robert Wagner die Rolle des Max in der Krimiserie Hart aber herzlich, wofür er 1983 den Golden Globe erhielt. Der Serie folgten zwischen 1993 und 1996 acht Fernsehfilme, an den ersten fünf dieser Filme konnte Stander vor seinem Tod noch mitwirken.
Lionel Stander starb am 30. November 1994 an Lungenkrebs und wurde auf dem Forest Lawn Memorial Park Cemetery in Glendale beigesetzt. Sein letzter Film kam erst nach seinem Tod auf die Leinwand. Er war sechsmal verheiratet und hatte mit fünf seiner Ehefrauen insgesamt sechs Kinder.

## Politische Aktivitäten
Stander war von Beginn seiner Filmkarriere an in Hollywood politisch engagiert. Möglicherweise war er beeindruckt von der Aussage John Howard Lawsons, der seine schauspielerische Ausdruckskraft mit der eines großen kommunistischen Kämpfers verglich. Lawson galt damals als Kulturkommissar der Kommunistischen Partei in Hollywood. Im Film No Time to Marry, nach dem Drehbuch des als Parteimitglied bekannten Paul Jarrico, pfiff Stander einige Takte der Internationale, in dem Glauben, es würde herausgeschnitten werden. Doch Hollywood war damals noch unpolitisch und so blieb die Szene erhalten. Von 1936 bis 1939 war er aktives Mitglied der Popular Front.
Stander engagierte sich in Organisationen, Vereinigungen und Gewerkschaften, um sich gegen die aufkommenden Reaktionen der Amerikaner gegen Andersdenkende und gegen den Faschismus in Europa zu wehren, in denen er einen Angriff auf die Demokratie sah, wie er später einmal sein Verhalten erläuterte. Melvyn Douglas, ein Kollege und bekennender Liberaler, wurde von Stander bewegt, in die Partei einzutreten. Douglas schloss jedoch eine Mitgliedschaft aus. Er begrüßte zwar den Kampf, den Stander und seine Freunde führten, wollte sich jedoch nicht von einer Partei einreden lassen, was er tat. Wie viele Liberale glaubte auch er, sie würden die Kommunisten in Schach halten können. 1939 brachte der „Hitler-Stalin-Pakt“ die amerikanischen Kommunisten in arge Bedrängnis. Viele verließen die Partei; jene, die blieben, wurden nun zu Stalinisten erklärt. Douglas und die Liberalen kehrten den Kommunisten ebenfalls den Rücken zu.
Der texanische Abgeordnete Martin Dies Jr. sah in den Aktivitäten der Kommunisten eine Gefahr für das Land und initiierte das Komitee gegen unamerikanische Aktivitäten. 1940 wurden die Filmschaffenden in Hollywood selbst angehört. Grundlagen waren unter anderem Namenslisten, die ein Agent, der die kommunistische Partei in Los Angeles unterwandert und bis 1937 ausspioniert hatte, einem Gericht übergeben hatte. Dieses veröffentlichte die Liste, und neben Stander wurden Schauspielgrößen wie James Cagney, Humphrey Bogart oder Fredric March als Kommunisten gebrandmarkt.
Das Gericht versprach jedem, der mit ihm kooperiere, die Rehabilitation. Stander wurde als Einziger nicht vom Verdacht der Mitgliedschaft in der kommunistischen Partei freigesprochen, woraufhin seine Produktionsfirma ihn entließ. Zum einen hing dies wohl damit zusammen, dass er Mitglied in der Popular Front gewesen war, zum anderen aber auch damit, dass Melvyn Douglas, der zutiefst darüber enttäuscht war, dass Kommunisten die Liberalen unterwandert hatten, ebenfalls aussagen musste und den erfolglosen Anwerbeversuch erwähnt hatte. Der Anhörung folgten dann die Zeugenaussagen vor dem eigentlichen Komitee, wo neben Stander auch John Howard Lawson vorgeladen und einer jener Zehn von Hollywood war, die zu Gefängnisstrafen verurteilt wurden.
Stander selbst konnte zunächst weiterarbeiten und blieb auch weiterhin politisch aktiv. Er galt in der Schauspielervereinigung als Anführer der progressiven Fraktion. Ihm gegenüber stand die Fraktion der Konservativen, die unter anderem von Ronald Reagan geleitet wurde. 1945 rief die von der Schauspielervereinigung unterstützte und als militant geltende „Conference of Student Union“, deren Anführer John Sorrell 1940 ebenfalls vorgeladen worden war, Streiks gegen die Filmstudios aus. Stander wollte die Vereinigung auf der Seite der Gewerkschaft sehen, verlor aber in einer Urabstimmung gegen die Konservativen, die daraufhin der Gewerkschaft die Unterstützung entzogen.
Die Unterstützung des Streiks, der im Verdacht stand, von Kommunisten angezettelt zu sein, sowie die Aussage von Martin Berkeley, einem Drehbuchautor, der auf dem Tribunal 1947 Stander damit belastete, er habe den als Kommunisten verdächtigten Gewerkschaftsführer Harry Bridges bei einem Zusammentreffen als „Genossen“ bezeichnet, führten 1951 dazu, dass Stander auf eine „Schwarze Liste“ gesetzt wurde, die einem Berufsverbot gleichkam.

## Filmografie (Auswahl)
- 1932: In the Dough (Kurzfilm)
- 1935: Ein charmanter Schurke (The Scoundrel)
- 1935: The Gay Deception
- 1936: Ausgerechnet Weltmeister (The Milky Way)
- 1936: Meet Nero Wolfe
- 1936: Mr. Deeds geht in die Stadt (Mr. Deeds Goes to Town)
- 1936: Wenn sie nur kochen könnte (If You Could Only Cook)
- 1937: Der letzte Gangster (The Last Gangster)
- 1937: Ein Stern geht auf (A Star is Born)
- 1938: Der gejagte Professor (Professor Beware)
- 1938: No Time to Marry
- 1938: Schnelle Fäuste (The Crowd Roars)
- 1939: Tanz auf dem Eis (The Ice Follies of 1939)
- 1943: Auch Henker sterben (Hangmen also Die)
- 1943: Guadalkanal – die Hölle im Pazifik (Guadalcanal Diary)
- 1946: Der Bandit von Sacramento (In Old Sacramento)
- 1946: Der Held des Tages (The Kid from Brooklyn)
- 1947: Verrückter Mittwoch (The Sin of Harold Diddlebock)
- 1948: Die Ungetreue (Unfaithfully Yours)
- 1948: Kennwort 777 (Call Northside 777)
- 1951: St. Benny the Dip
- 1961: Explosion des Schweigens (Blast of Silence)
- 1963: Gierige Hände (The Moving Finger)
- 1965: Tod in Hollywood (The Loved One)
- 1965: Versprich ihr alles (Promise Her Anything)
- 1966: Wenn Katelbach kommt… (Cul-de-sac)
- 1967: Die letzte Rechnung zahlst du selbst (Al di là della legge)
- 1967: Todestanz eines Killers (A Dandy in Aspic)
- 1968: Der Coup der 7 Asse (Sette volte sette)
- 1968: Spiel mir das Lied vom Tod (C’era una volta il West)
- 1968: Die Pforten des Paradieses (Gates To Paradise)
- 1969: Hügel der blutigen Stiefel (La collina degli stivali)
- 1969: Die Jungfrau mit der scharfen Klinge (Zenabel)
- 1969: Kindheit, Berufung und erste Erlebnisse des Venezianers Giacomo Casanova (Infanzia, vocazione e prime esperiente di Giacomo Casanova Veneziano)
- 1970: Der schielende Heilige (Per grazia ricevuta)
- 1970: Wie kommt ein so reizendes Mädchen zu diesem Gewerbe?
- 1971: Der lange Schwarze mit dem Silberblick (L’onorevole piacciono le donne)
- 1971: Wo Gangster um die Ecke knallen (The Gang That Couldn’t Shoot Straight)
- 1972: Dein Vergnügen ist auch mein Vergnügen (Il tuo piacere è il mio)
- 1972: Don Camillo e i giovani d’oggi
- 1972: Fünf Klumpen Gold (Tutti fratelli nel West… per parte di padre)
- 1972: Malta sehen und sterben (Pulp)
- 1972: Milano Kaliber 9 (Milano calibro 9)
- 1972: Pinocchio (Le avventure di Pinocchio) (Fernseh-Miniserie)
- 1972: Die Schatzinsel (Treasure Island)
- 1972: Tedeum – Jeder Hieb ein Prankenschlag (Tedeum)
- 1973: Auch Killer müssen sterben (La Mano Nera)
- 1973: Paolo – der Heiße (Paolo il caldo)
- 1973: Partirono preti, tornarono… curati
- 1973: Ein Scheiß-Wochenende (Mordi e fuggi)
- 1974: 1931 – Es geschah in Amerika (Piazza pulita)
- 1974: Die Jagd nach dem Malteser Falken (The Black Bird)
- 1975: Ah sì? E io lo dico a Zzzzorro!
- 1975: Auch Killer müssen sterben (La mano nera prima della mafia… più della mafia)
- 1975: Die Rotröcke (Giubbe rosse)
- 1976: Treffpunkt Todesbrücke (Cassandra Crossing)
- 1977: New York, New York
- 1977: Tornado (Ciclone)
- 1978: Gretchko (Controrapina)
- 1979: 1941 – Wo bitte geht’s nach Hollywood (1941)
- 1979–1984: Hart aber herzlich (Hart to Hart, Fernsehserie, 110 Folgen)
- 1987: Zwei Italiener mögen’s heiß (Bellifreschi)
- 1988: Tanz der Hexen (Wicked Stepmother)
- 1989: Cookie
- 1993: Hart aber herzlich – Die Rückkehr (Hart to Hart Returns, Fernsehfilm)
- 1994: Hart aber herzlich – Tod einer Freundin (Hart to Hart: Home Is Where the Hart Is, Fernsehfilm)
- 1994: Hart aber herzlich – Dem Täter auf der Spur (Hart to Hart: Crimes of the Hart, Fernsehfilm)
- 1994: Hart aber herzlich – Alte Freunde sterben nie (Hart to Hart: Old Friends Never Die, Fernsehfilm)
- 1994: The Last Good Time
- 1995: Hart aber herzlich – Geheimnisse des Herzens (Hart to Hart: Secrets of the Hart, Fernsehfilm)